# حسن امین (بازیکن فوتبال)
حسن امین (زادهٔ ۱۲ اکتبر ۱۹۹۱)، بازیکن فوتبال پست مدافع اهل افغانستان است.
از باشگاه‌هایی که در آن بازی کرده‌است می‌توان به باشگاه فوتبال دارمشتات ۹۸ و باشگاه فوتبال زاربروکن اشاره کرد.
وی همچنین در تیم ملی فوتبال افغانستان بازی کرده‌است.